# Chikusichloa aquatica
Chikusichloa aquatica là một loài thực vật có hoa trong họ Hòa thảo. Loài này được Koidz. mô tả khoa học đầu tiên năm 1925.